# معركة كرك ديره
معركة كرك ديره(بالإنجليزية: Battle of Kurekdere)‏ هي معركة بين الدولة العثمانية والإمبراطورية الروسية كجزء من معارك حرب القرم التي امتدت خلال الفترة من اكتوبر 1853 إلى فبراير 1856 ووقعت المعركة في 6 أغسطس 1854 وكانت أحداث المعركة سلسلة من الأخطاء الإستراتيجية والتكتيكية من الجانب العثماني لتنتهى المعركة بهزيمة قوات الدولة العثمانية.